# Campeonato Fijiano de Futebol
O Campeonato Fijiano de Futebol (por questões de patrocínio Digicel Premier League) é a principal competição entre clubes de futebol do Fiji. Começou a ser disputado em 1977, tendo como vencedor o Ba Football Association.

## Participantes 2024
Premier League
- Ba
- Nadi
- Suva
- Lautoka
- Labasa
- Rewa
- Navua
- Nadroga
- Nasinu
- Tailevu Naitasiri

## Campeões
| Edição | Ano  | Campeão            | Vice-campeão           |
| ------ | ---- | ------------------ | ---------------------- |
| 1ª     | 1977 | Ba (Ba)            | Lautoka (Lautoka)      |
| 2ª     | 1978 | Nadi (Nadi)        | Ba (Ba)                |
| 3ª     | 1979 | Ba (Ba)            | Nadroga (Sigatoka)     |
| 4ª     | 1980 | Nadi (Nadi)        | Suva (Suva)            |
| 5ª     | 1981 | Nadi (Nadi)        | Suva (Suva)            |
| 6ª     | 1982 | Nadi (Nadi)        | Lautoka (Lautoka)      |
| 7ª     | 1983 | Nadi (Nadi)        | Ba (Ba)                |
| 8ª     | 1984 | Lautoka (Lautoka)  | Ba (Ba)                |
| 9ª     | 1985 | Nadi (Nadi)        | Suva (Suva)            |
| 10ª    | 1986 | Ba (Ba)            | Lautoka (Lautoka)      |
| 11ª    | 1987 | Ba (Ba)            | Lautoka (Lautoka)      |
| 12ª    | 1988 | Lautoka (Lautoka)  | Rewa (Nausori)         |
| 13ª    | 1989 | Nadroga (Sigatoka) | Rewa (Nausori)         |
| 14ª    | 1990 | Nadroga (Sigatoka) | Ba (Ba)                |
| 15ª    | 1991 | Labasa (Labasa)    | Nasinu (Nasinu)        |
| 16ª    | 1992 | Ba (Ba)            | Nadroga (Sigatoka)     |
| 17ª    | 1993 | Nadroga (Sigatoka) | Ba (Ba)                |
| 18ª    | 1994 | Ba (Ba)            | Labasa (Labasa)        |
| 19ª    | 1995 | Ba (Ba)            | Lautoka (Lautoka)      |
| 20ª    | 1996 | Suva FA (Suva)     | Nadi (Nadi)            |
| 21ª    | 1997 | Suva FA (Suva)     | Labasa (Labasa)        |
| 22ª    | 1998 | Nadi (Nadi)        | Ba (Ba)                |
| 23ª    | 1999 | Ba (Ba)            | Nadi (Nadi)            |
| 24ª    | 2000 | Nadi (Nadi)        | Ba (Ba)                |
| 25ª    | 2001 | Ba (Ba)            | Seleção Fijiana Sub-20 |
| 26ª    | 2002 | Ba (Ba)            | Lautoka (Lautoka)      |
| 27ª    | 2003 | Ba (Ba)            | Seleção Fijiana Sub-20 |
| 28ª    | 2004 | Ba (Ba)            | Rewa (Nausori)         |
| 29ª    | 2005 | Ba (Ba)            | Lautoka (Lautoka)      |
| 30ª    | 2006 | Ba (Ba)            | Suva (Suva)            |
| 31ª    | 2007 | Labasa (Labasa)    | Lautoka (Lautoka)      |
| 32ª    | 2008 | Ba (Ba)            | Labasa (Labasa)        |
| 33ª    | 2009 | Lautoka (Lautoka)  | Navua (Navua)          |
| 34ª    | 2010 | Ba (Ba)            | Lautoka (Lautoka)      |
| 35ª    | 2011 | Ba (Ba)            | Labasa (Labasa)        |
| 36ª    | 2012 | Ba (Ba)            | Suva (Suva)            |
| 37ª    | 2013 | Ba (Ba)            | Nadi (Nadi)            |
| 38ª    | 2014 | Suva (Suva)        | Ba (Ba)                |
| 39ª    | 2015 | Nadi (Nadi)        | Suva (Suva)            |
| 40ª    | 2016 | Ba (Ba)            | Rewa (Nausori)         |
| 41ª    | 2017 | Lautoka (Lautoka)  | Ba (Ba)                |
| 42ª    | 2018 | Lautoka            | Ba                     |
| 43ª    | 2019 | Ba                 | Lautoka                |
| 44ª    | 2020 | Suva (Suva)        | Rewa                   |
| 45ª    | 2021 | Lautoka            | Rewa                   |
| 46ª    | 2022 | Rewa               | Suva                   |
| 47ª    | 2023 | Lautoka            | Rewa                   |
| 48ª    | 2024 | Rewa               | Labasa                 |

## Títulos por equipe
| Clube   | Cidade   | Títulos |
| ------- | -------- | --- |
| Ba      | Ba       | 21 (1977, 1979, 1986, 1987, 1992, 1994, 1995, 1999, 2001, 2002, 2003, 2004, 2005, 2006, 2008, 2010, 2011, 2012, 2013, 2016, 2019) |
| Nadi    | Nadi     | 9 (1978, 1980, 1981, 1982, 1983, 1985, 1998, 2000, 2015)                                                                          |
| Lautoka | Lautoka  | 7 (1984, 1988, 2009, 2017, 2018, 2021, 2023)                                                                                      |
| Suva    | Suva     | 4 (1996, 1997, 2014, 2020) |
| Nadroga | Sigatoka | 3 (1989, 1990, 1993) |
| Labasa  | Labasa   | 2 (1991, 2007) |
| Rewa    | Nausori  | 2 (2022, 2024) |

### Indian Reform League
| Ano  | Campeão                   | Vice-Campeão |
| ---- | ------------------------- | ------------ |
| 1928 | Dilkusha Excelsior (Rewa) |              |
| 1929 | Dilkusha Excelsior (Rewa) |              |
| 1930 | Dilkusha Excelsior (Rewa) |              |

### National Club Championship
| Ano         | Campeão                               | Vice-Campeão                        |
| ----------- | ------------------------------------- | ----------------------------------- |
| 1986        | Tanoa SC (Nadi)                       |                                     |
| 1987 a 1988 | desconhecido                          |                                     |
| 1989        | Combine Stars SC (Suva)               | Vunika (Labasa)                     |
| 1990        | desconhecido                          |                                     |
| 1991        | Ba FSC (Ba)                           |                                     |
| 1992        | Greenstars                            | Ba FSC                              |
| 1993        | Lautoka General (Lautoka)             |                                     |
| 1994 e 1995 | desconhecido                          |                                     |
| 1996        | Ba FSC (Ba) Lautoka General (Lautoka) |                                     |
| 1997        | Ba FSC (Ba)                           |                                     |
| 1998        | Raymonds (Rewa)                       | Fiji Sugar Corporation              |
| 1999        | Kiwi Sports Labasa (Labasa)           | KK Nadi Blues (Nadi)                |
| 2000        | Foodtown Warriors Labasa (Lautoka)    | Nadi Eagles (Nadi)                  |
| 2001 a 2003 | não realizado                         |                                     |
| 2003 e 2004 | desconhecido                          |                                     |
| 2005        | General Machinery Lautoka (Lautoka)   | Malolo (Nadi)                       |
| 2006        | General Machinery Lautoka (Lautoka)   | United (Rewa)                       |
| 2007-2008   | Kriz Signs Uciwai (Nadi)              | United (Rewa)                       |
| 2008        | Southern Forest (Navua)               | General Machinery Lautoka (Lautoka) |
| 2009        | Southern Forest (Navua)               | 4R Electric Ba (Ba)                 |
| 2010        | 4R Electric Ba (Ba)                   | Kings United (Ba)                   |
| 2011        | Lokia United (Rewa)                   | Raymonds (Rewa)                     |
| 2012        | 4R Electric Ba (Ba)                   | GM United (Ba)                      |
| 2013        | League (Navua)                        | 4R Electric Ba (Ba)                 |
| 2014        | Civic (Suva)                          | Namaka (Nadi)                       |
| 2015        | 4R Electric Ba (Ba)                   | City United (Lautoka)               |

### Club Franchise League
Participantes
- 4R Electric Ba
- Nokia Eagles
- General Machinery

| Ano     | Campeão             | Placar | Vice-Campeão                        |
| ------- | ------------------- | ------ | ----------------------------------- |
| 2004-05 | 4R Electric Ba (Ba) |        | General Machinery Lautoka (Lautoka) |
| 2006    | Nokia Eagles (Nadi) | 0 - 0  | 4R Electric Ba (Ba)                 |